# Aeroportul Viña del Mar
Aeroportul Viña del Mar (IATA: KNA, ICAO: SCVM) este un aeroport din Concón, Provincia Valparaíso, Regiunea Valparaíso, Chile ce deservește zona Concón.
Situat la o altitudine de 137 m, aeroportul dispune de o singură pistă. Este operat de Dirección General de Aeronáutica Civil de Chile⁠(d).